# MasterChef Brasil
MasterChef Brasil é um reality culinário brasileiro, do gênero competição, exibido pela Band, baseado na franquia original de mesmo nome exibido pela BBC no Reino Unido. Até a décima primeira temporada, o programa foi apresentado por Ana Paula Padrão. A banca de jurados é composta pelos chefs Érick Jacquin, Helena Rizzo, que substituiu Paola Carosella a partir da edição de 2021, e Henrique Fogaça, que foi temporariamente substituído por Rodrigo Oliveira na edição de 2023. A primeira temporada estreou em 2 de setembro de 2014 e, até outubro de 2024, onze temporadas já foram realizadas. O programa é transmitido em Portugal pelo canal SIC Mulher e mais de 49 países, incluindo todos os países da América Latina.
A primeira temporada estreou em 2 de setembro de 2014 e, até dezembro de 2021, oito temporadas já foram realizadas. Da primeira até a oitava temporada, as gravações ocorreram nos estúdios da Band São Paulo, localizados na cidade de São Paulo. Em 24 de novembro de 2021, a emissora anunciou que fechou contrato de 3 anos com os Estúdios Vera Cruz, localizados em São Bernardo do Campo, no estado de São Paulo, para gravar as próximas temporadas. A mudança se deu após a chegada do apresentador Faustão à emissora, o qual ocuparia o estúdio até então utilizado pelo reality show. No mesmo dia, o chef Henrique Fogaça anunciou que a partir da nona edição, cujas filmagens foram programadas para ocorrem entre março e julho de 2022, o reality seria transmitido diariamente, de segunda à sexta, e não semanalmente como até então, e contaria com 1 hora de duração. No entanto, para evitar um desgaste, a ideia foi abortada e o reality foi mantido nas terças-feiras. Com a décima primeira temporada, que comemorava os 10 anos do programa, o reality voltou a ser gravado nos estúdios da emissora, uma vez que o canal rescindiu o contrato com os Estúdios Vera Cruz por cortes de gastos.
O programa gerou mais sete spin-offs: MasterChef Júnior, que contou com crianças como concorrentes, MasterChef Profissionais, que contou com chefs profissionais como concorrentes, MasterChef: A Revanche, que contou com ex-participantes do programa como concorrentes, MasterChef +, que contou com idosos acima de 60 anos como concorrentes, MasterChef Confeitaria, que contou com confeiteiros profissionais como concorrentes, MasterChef Celebridades, que contou com famosos como concorrentes (apesar de ter um especial de natal neste estilo em 2020) e o MasterChef Creators, tendo digital influencers como concorrentes, mas, ao contrário dos outros seis spin-offs, este não teve exibição na Band e era exclusivamente exibido nas plataformas online. Em 2017, o MasterChef Brasil se consagrou como o maior canal da franquia no YouTube, com os vídeos inéditos sendo postados na plataforma logo após serem exibidos na TV aberta.

## Formato
O MasterChef Brasil seleciona inicialmente 100 competidores via audições, onde cada um prepara um prato de assinatura avaliado por três cozinheiros profissonais que atuam como jurados. Dois votos positivos garantem o avental MasterChef. Após duas rodadas eliminatórias, os participantes são reduzidos até um número específico por temporada por meio de desafios técnicos ou criativos. A partir da 4ª temporada, a seleção inclui duelos de 45 minutos, com avaliações técnicas, como desossar aves e filetar peixes.
Posteriormente, a competição formal começa normalmente seguindo um ciclo de 2 eventos que acontece ao longo de um episódio de 2 horas, com um competidor eliminado após o segundo evento. Normalmente os eventos são: Desafio da Caixa Misteriosa, Desafio de Equipe, Desafio de Eliminação e Teste de Pressão. O processo culmina com dois finalistas (ou três, a partir da 8ª temporada) disputando o título.
Alterações ocorreram devido à pandemia na 7ª temporada, com menos participantes (8), seletivas online, provas adaptadas e premiação por episódio. A partir da 8ª temporada, houve retorno ao formato tradicional, presença de celebridades em provas, e votação do mezanino para salvar competidores. A 9ª temporada passa a ser gravada nos Estúdios Vera Cruz em São Bernardo do Campo, em formato semelhante à 8ª mas com seletivas presenciais.
A 12ª temporada passou por uma grande reformulação com a saída de Ana Paula Padrão da apresentação. Agora, o reality passa a ser narrado e apresentado pelos próprios chefs, assim como em todas as versões do programa, dando mais ênfase aos cozinheiros e ao clima de tensão nas provas.

### Premiação
O grande vencedor leva um prêmio em dinheiro de R$ 250 mil reais; uma bolsa de estudos de técnicas tradicionais da culinária francesa na Le Cordon Bleu, em Paris, e o troféu MasterChef. Os dois primeiros colocados recebem mil reais por mês no cartão Carrefour em um ano.
A partir da terceira temporada, o segundo colocado também ganha uma bolsa de estudos na Le Cordon Bleu, mas na unidade de Ottawa, no Canadá, podendo optar pelo curso de cozinha ou de pâtisserie, e o grande vencedor ganha um SUV Nissan Kicks.

## Elenco

### Apresentadores[a]
| Apresentador(a)  | Temporadas | Temporadas | Temporadas | Temporadas | Temporadas | Temporadas | Temporadas | Temporadas | Temporadas | Temporadas | Temporadas |
| Apresentador(a)  | 1          | 2          | 3          | 4          | 5          | 6          | 7          | 8          | 9          | 10         | 11         |
| ---------------- | ---------- | ---------- | ---------- | ---------- | ---------- | ---------- | ---------- | ---------- | ---------- | ---------- | ---------- |
| Ana Paula Padrão |            |            |            |            |            |            |            |            |            |            |            |

### Jurados
|  | Participação regular  |
|  | Participação especial |

| Jurado(a)        | Temporadas | Temporadas | Temporadas | Temporadas | Temporadas | Temporadas | Temporadas | Temporadas | Temporadas | Temporadas | Temporadas | Temporadas |
| Jurado(a)        | 1          | 2          | 3          | 4          | 5          | 6          | 7          | 8          | 9          | 10         | 11         | 12         |
| ---------------- | ---------- | ---------- | ---------- | ---------- | ---------- | ---------- | ---------- | ---------- | ---------- | ---------- | ---------- | ---------- |
| Érick Jacquin    |            |            |            |            |            |            |            |            |            |            |            |            |
| Henrique Fogaça  |            |            |            |            |            |            |            |            |            |            |            |            |
| Paola Carosella  |            |            |            |            |            |            |            |            |            |            |            |            |
| Helena Rizzo     |            |            |            |            |            |            |            |            |            |            |            |            |
| Rodrigo Oliveira |            |            |            |            |            |            |            |            |            |            |            |            |

## Exibição
| Temp. | Início da exibição    | Fim da exibição        | N.º de episódios |
| ----- | --------------------- | ---------------------- | ---------------- |
| 1     | 2 de setembro de 2014 | 16 de dezembro de 2014 | 16               |
| 2     | 19 de maio de 2015    | 15 de setembro de 2015 | 18               |
| 3     | 15 de março de 2016   | 23 de agosto de 2016   | 25               |
| 4     | 7 de março de 2017    | 2 de agosto de 2017    | 25               |
| 5     | 6 de março de 2018    | 31 de julho de 2018    | 22               |
| 6     | 24 de março de 2019   | 25 de agosto de 2019   | 22               |
| 7     | 14 de julho de 2020   | 29 de dezembro de 2020 | 25               |
| 8     | 6 de julho de 2021    | 16 de dezembro de 2021 | 24               |
| 9     | 17 de maio de 2022    | 6 de setembro de 2022  | 17               |
| 10    | 2 de maio de 2023     | 12 de setembro de 2023 | 20               |
| 11    | 28 de maio de 2024    | 12 de novembro de 2024 | 25               |
| 12    | 27 de maio de 2025    | 2 de setembro de 2025  | 15               |

### Spin-offs
| Temp.                    | Início da exibição     | Fim da exibição        | N.º de episódios  |
| MasterChef Júnior        | MasterChef Júnior      | MasterChef Júnior      | MasterChef Júnior |
| ------------------------ | ---------------------- | ---------------------- | ----------------- |
| 1                        | 20 de outubro de 2015  | 15 de dezembro de 2015 | 9                 |
| 2                        | 20 de dezembro de 2022 | 29 de dezembro de 2022 | 4                 |
| MasterChef Profissionais |                        |                        |                   |
| 1                        | 4 de outubro de 2016   | 13 de dezembro de 2016 | 11                |
| 2                        | 5 de setembro de 2017  | 5 de dezembro de 2017  | 14                |
| 3                        | 21 de agosto de 2018   | 11 de dezembro de 2018 | 17                |
| 4                        | 13 de setembro de 2022 | 8 de novembro de 2022  | 9                 |
| 5                        | 19 de setembro de 2023 | 14 de novembro de 2023 | 9                 |
| MasterChef: A Revanche   |                        |                        |                   |
| 1                        | 15 de outubro de 2019  | 17 de dezembro de 2019 | 10                |
| MasterChef +             |                        |                        |                   |
| 1                        | 15 de novembro de 2022 | 13 de dezembro de 2022 | 5                 |
| 2                        | 21 de novembro de 2023 | 26 de dezembro de 2023 | 6                 |
| MasterChef Confeitaria   |                        |                        |                   |
| 1                        | 19 de novembro de 2024 | 19 de dezembro de 2024 | 10                |
| 2                        | 9 de setembro de 2025  | 11 de novembro de 2025 | 10                |
| MasterChef Creators      |                        |                        |                   |
| 1                        | 6 de maio de 2025      | 20 de maio de 2025     | 3                 |
| MasterChef Celebridades  |                        |                        |                   |
| 1                        | 18 de novembro de 2025 | 20 de janeiro de 2026  | 10                |

## Sumário

### Spin-offs
| Temp.                                 | Ano               | Vencedor(a)       | Vencedor(a)          | Finalista(s)       | Finalista(s)       | Apresentadora     | Jurados           | Jurados           | Jurados           | Jurados           |
| MasterChef Júnior                     | MasterChef Júnior | MasterChef Júnior | MasterChef Júnior    | MasterChef Júnior  | MasterChef Júnior  | MasterChef Júnior | MasterChef Júnior | MasterChef Júnior | MasterChef Júnior | MasterChef Júnior |
| ------------------------------------- | ----------------- | ----------------- | -------------------- | ------------------ | ------------------ | ----------------- | ----------------- | ----------------- | ----------------- | ----------------- |
| 1                                     | 2015              | Lorenzo Ravioli   | Lorenzo Ravioli      | Lívia Lopes        | Lívia Lopes        | Ana Paula Padrão  | Erick Jacquin     | Paola Carosella   | Henrique Fogaça   | —                 |
| 2                                     | 2022              | Larissa Krokoscz  | Larissa Krokoscz     | Lucas Martins      | Lucas Martins      | Ana Paula Padrão  | Erick Jacquin     | Helena Rizzo      | Henrique Fogaça   | —                 |
| MasterChef Profissionais              |                   |                   |                      |                    |                    |                   |                   |                   |                   |                   |
| 1                                     | 2016              | Dayse Paparoto    | Dayse Paparoto       | Marcelo Verde      | Marcelo Verde      | Ana Paula Padrão  | Erick Jacquin     | Paola Carosella   | Henrique Fogaça   | —                 |
| 2                                     | 2017              | Pablo Oazen       | Pablo Oazen          | Francisco Pinheiro | Francisco Pinheiro | Ana Paula Padrão  | Erick Jacquin     | Paola Carosella   | Henrique Fogaça   | —                 |
| 3                                     | 2018              | Rafael Gomes      | Rafael Gomes         | Willian Peters     | Willian Peters     | Ana Paula Padrão  | Erick Jacquin     | Paola Carosella   | Henrique Fogaça   | —                 |
| 4                                     | 2022              | Diego Sacilotto   | Diego Sacilotto      | Thalyta Koller     | Thalyta Koller     | Ana Paula Padrão  | Erick Jacquin     | Helena Rizzo      | Henrique Fogaça   | —                 |
| 5                                     | 2023              | Bárbara Frazão    | Bárbara Frazão       | Franklin Bin       | Franklin Bin       | Ana Paula Padrão  | Erick Jacquin     | Helena Rizzo      | Henrique Fogaça   | —                 |
| MasterChef: A Revanche                |                   |                   |                      |                    |                    |                   |                   |                   |                   | —                 |
| 1                                     | 2019              | Vitor Bourguignon | Vitor Bourguignon    | Estefano Zaquini   | Estefano Zaquini   | Ana Paula Padrão  | Erick Jacquin     | Paola Carosella   | Henrique Fogaça   | —                 |
| MasterChef +                          |                   |                   |                      |                    |                    |                   |                   |                   |                   |                   |
| 1                                     | 2022              | Astro Ribeiro     | Pietro Coccaro       | Nadja Celina       | Sérgio Ferreira    | Ana Paula Padrão  | Erick Jacquin     | Helena Rizzo      | Henrique Fogaça   | —                 |
| 2                                     | 2023              | Eduardo de Mingo  | Maria do Carmo Prado | Aparecida Cabral   | Mônica Divina      | Ana Paula Padrão  | Erick Jacquin     | Helena Rizzo      | Henrique Fogaça   | —                 |
| MasterChef Profissionais: Confeitaria |                   |                   |                      |                    |                    |                   |                   |                   |                   |                   |
| 1                                     | 2024              | Cesar Yukio       | Cesar Yukio          | Luísa Jungblut     | Luísa Jungblut     | Ana Paula Padrão  | Erick Jacquin     | Diego Lozano      | Helena Rizzo      | Henrique Fogaça   |
| 2                                     | 2025              |                   |                      |                    |                    | —                 | Erick Jacquin     | Diego Lozano      | Helena Rizzo      | Henrique Fogaça   |
| MasterChef Creators                   |                   |                   |                      |                    |                    |                   |                   |                   |                   |                   |
| 1                                     | 2025              | Gi Souza          | Gi Souza             | Will Procópio      | Will Procópio      | Diva Depressão    | Erick Jacquin     | Helena Rizzo      | Henrique Fogaça   | —                 |

## Temporadas
Até a décima primeira temporada, o MasterChef já contou com 377 participantes oficiais. Entre eles, o estado de São Paulo possui o maior número de participantes, com 202 participantes. Seguido por Minas Gerais com 33, Rio de Janeiro com 22, Bahia e Santa Catarina com 18, Paraná com 12, Rio Grande do Sul com 11, Espírito Santo com sete, Distrito Federal e Pará com seis, Goiás e Pernambuco com cinco, Ceará com quatro, Amazonas, Maranhão, Mato Grosso e Piauí com dois, e Alagoas, Amapá, Rio Grande do Norte e Sergipe com apenas um. Já os estados de Acre, Mato Grosso do Sul, Paraíba, Rondônia, Roraima e Tocantins nunca tiveram representantes até a 10ª edição. Somente 16 estrangeiros participaram do programa: um israelense, uma chinesa, um português, um taiwanês, dois paraguaios, uma tailandesa, uma cabo-verdiana, um estadunidense, um britânico, uma sul-coreana, um angolano, um italiano, uma cubana, uma grega e um sírio.
Nota: Os participantes que entraram em duas edições foram contados apenas uma vez.
| Temporada                 | Temporada                | Finalistas        | Finalistas        | Finalistas | Finalistas | Finalistas     | Outros participantes em ordem de eliminação | Outros participantes em ordem de eliminação | Total |
| Temporada                 | Temporada                | Vencedor(a)       | Vencedor(a)       | 2.º lugar | 2.º lugar | 2.º lugar      | Outros participantes em ordem de eliminação | Outros participantes em ordem de eliminação | Total |
| ------------------------- | ------------------------ | ----------------- | ----------------- | --- | --- | -------------- | ------------------------------------------- | --- | ----- |
|                           | MasterChef Brasil 1 (en) |                   | Elisa Fernandes   | | Helena Manosso | Helena Manosso |                                             | Shlomi Asaf • Marli Rocha • Isabella Britto • Bianca Bertolaccini • Lucio Manosso • Martin Casilli • Sandra Matarazzo • Estefano Zaquini • Jamyly Monard • Flávio Takemoto • Cecilia Padilha • Jaime Conceição • Mohamad Hindi Neto • Luis Lima | 16    |
| MasterChef Brasil 2 (en)  | Izabel Alvares           | Raul Lemos        | Raul Lemos        | Raul Lemos | Patrizia Martins • Cássia Castro • Larissa Douat • Rodrigo Serra • Hamilton Carvalho • Gustavo Bicalho • Murilo de Oliveira • Iranete Santana • Carla Correia • Marcos Baldassari • Aritana Maroni • Sabrina Kanai • Lucas Furtado • Fernando Kawasaki • Cristiano Oliveira • Jiang Pu                                                                                              | 18             |                                             | |       |
| MasterChef Brasil 3 (en)  | Leonardo Young           | Bruna Chaves      | Bruna Chaves      | Bruna Chaves | Hellen Cruz • Victor Castelo • Tenente Domingues • Gabriella Palinkas • Nuno Codeço • Guilherme Joventino • Livia Cathiard • Rodrigo Silva • Vanessa Vagnotti • Gleice Simão • Thaiana Wosniak • Fernando Bianchi • Pedro Lima • Aluísio Nahime • Paula Salles • Lee Fu Kuang • Fábio Nunes • Luriana Toledo • Raquel Novais                                                        | 21             |                                             | |       |
| MasterChef Brasil 4 (en)  | Michele Crispim          | Deborah Werneck   | Deborah Werneck   | Deborah Werneck | Bruno Viotto • Luciana Braga • Roger Fernandes • Natália Clementin • Abel Chang • Caroline Martins • Douglas Holler • Nayane Barreto • Taise Spolti • Fernando Ferreira • Yuko Tappabutt • Aderlize Martins • Ana Luiza Teixeira • Fabrizio Barata • Vitor Buorguignon • Mirian Cobre • Leonardo Santos • Victor Vieira • Valter Herzmann                                           | 21             |                                             | |       |
| MasterChef Brasil 5 (en)  | Maria Antônia Russi      | Hugo Merchan      | Hugo Merchan      | Hugo Merchan | Dalvio Barrichello • Tereza Amorim • Brissa Ioselli • Andressa Sanches • Crisleine Cardoso • Kauê Pedroso • Carlos Oliva • Angélica Lessa • Clarisse Duarte • Aristeu Guimarães • Ana Luiza Amaral • Rui Morschel • Vinícius Rossignoli • Rita Bruning • Evandro Zanardo • Victor Hugo Garcia • Katleen Lacerda • Thiago Gatto • Eliane Ribeiro                                     | 21             |                                             | |       |
| MasterChef Brasil 6 (en)  | Rodrigo Massoni          | Lorena Dayse      | Lorena Dayse      | Lorena Dayse | Imaculada Soares • Carlos Augusto • Rosana Gammaro • Marcus Lima • Natália Jorge • Juliana Fraga • Renan Corrêa • André Boratto • Weverton Barreto • Janaína Caetano • Fernando Consoni • Eduardo Mauad • Ecatharine Santos • Helton Oliveira • Haila Santuá • Juliana Nicoli • Eduardo Richard                                                                                     | 19             |                                             | |       |
| MasterChef Brasil 7 (en)  | Anna Paula Nico          | Hailton Arruda    | Heitor Cardoso    | Thiago Medeiros • Ali Philipe Dourado • Saulo Sampaio • Jéssica Cinat • Cecília Ramos • Claudia Alves | 184 |                |                                             | |       |
| MasterChef Brasil 7 (en)  | Anna Paula Nico          | Hailton Arruda    | Heitor Cardoso    | Rubens Pospi • Leonardo Gonçalves • Wesley Miranda • Paloma Angelo • Jordana Busse • Fernanda Lee • Eduardo Vicente | 184 |                |                                             | |       |
| MasterChef Brasil 7 (en)  | Anna Paula Nico          | Hailton Arruda    | Heitor Cardoso    | Valter Galvão • Tiago Vinícius • Pedro Henrique • Sara Monique • Juliana Arraes • Fernanda Demori | 184 |                |                                             | |       |
| MasterChef Brasil 7 (en)  | Anna Paula Nico          | Hailton Arruda    | Heitor Cardoso    | Marcos Leandro • Gabriela Souza • Artur Iura • Ana Carolina do Carmo • Renato Bueno • Marcely Guedes • Ana Paula Calvo | 184 |                |                                             | |       |
| MasterChef Brasil 7 (en)  | Anna Paula Nico          | Hailton Arruda    | Heitor Cardoso    | Sabrina Biekarck • Jéssica Pierre • Eduardo Mizuta • Iraí Martins • Débora Buchrieser • Arley Silva | 184 |                |                                             | |       |
| MasterChef Brasil 7 (en)  | Anna Paula Nico          | Hailton Arruda    | Heitor Cardoso    | Pedro Tarcitani • Mayara Lago • Clodoaldo Santelo • Beatriz Silveira • Joelma Batista • Gisele Camargos • Giovanna Gava | 184 |                |                                             | |       |
| MasterChef Brasil 7 (en)  | Anna Paula Nico          | Hailton Arruda    | Heitor Cardoso    | Tathianne Lemos • Patrick Bannwart • Denis Honda • Amanda Chaves • Camila Martins • Andrew Bean | 184 |                |                                             | |       |
| MasterChef Brasil 7 (en)  | Anna Paula Nico          | Hailton Arruda    | Heitor Cardoso    | Gabriel Pithon • Sidney Costa • Teresa Cristina • Keff Pinto • Ana Cavalieri • Amanda Dias • André Barreto | 184 |                |                                             | |       |
| MasterChef Brasil 7 (en)  | Anna Paula Nico          | Hailton Arruda    | Heitor Cardoso    | Vanderlane Martins • Tatiana Meca • Renato Igor • Priscila Dias • Luciana Lorenzetti • André Vieira • Gerson Steves | 184 |                |                                             | |       |
| MasterChef Brasil 7 (en)  | Anna Paula Nico          | Hailton Arruda    | Heitor Cardoso    | Thalles Garbin • Roberta Alves • Karina Martins • Gabriel Lopes • Rosana de Castro • Bruno Iago • Pâmela Ferreira | 184 |                |                                             | |       |
| MasterChef Brasil 7 (en)  | Anna Paula Nico          | Hailton Arruda    | Heitor Cardoso    | Mateus Ximenes • Marcelle Tittz • Anna Elisa Valadão • Regiane Musa • Aquiles Almeida • Ângelo Henrique • Ana Claudia Silva | 184 |                |                                             | |       |
| MasterChef Brasil 7 (en)  | Anna Paula Nico          | Hailton Arruda    | Heitor Cardoso    | Margarida Arcebispo • Márcia Zampieri • Luiz Aburad • Almir Coutinho • Tryanda Verenna • Arthemus Savioli | 184 |                |                                             | |       |
| MasterChef Brasil 7 (en)  | Anna Paula Nico          | Hailton Arruda    | Heitor Cardoso    | Thiago Chodrawí • Maria Inês Pierami • Beatriz Oliviera • Rafael Henrique • Natalie Lacerda • Marco Anarco • Felipe Pierami | 184 |                |                                             | |       |
| MasterChef Brasil 7 (en)  | Anna Paula Nico          | Hailton Arruda    | Heitor Cardoso    | Priscila Teló • Guilherme Arap • Marcela Zinsly • Jessica Aronis • Fábio Oliveira • Wilker Branco • Yulia Lee | 184 |                |                                             | |       |
| MasterChef Brasil 7 (en)  | Anna Paula Nico          | Hailton Arruda    | Heitor Cardoso    | Juliana Silvestre • Janice de Sousa • Renan Lira • Pedro Baraldi • Millena Marchesano • Luiz Azevedo • Marcos Vinicius | 184 |                |                                             | |       |
| MasterChef Brasil 7 (en)  | Anna Paula Nico          | Hailton Arruda    | Heitor Cardoso    | Raquel Vallerini • Marilena Lessa • Jéssica Freitas • Fábio Buarque • André Miyashita • Ailton Barros • Alison Pereira | 184 |                |                                             | |       |
| MasterChef Brasil 7 (en)  | Anna Paula Nico          | Hailton Arruda    | Heitor Cardoso    | Mirelle Affonso • Marcio Silveira • Luiz Nishi • Aylton Manuel • Camila Gonçalves • Rafaela Ferraz | 184 |                |                                             | |       |
| MasterChef Brasil 7 (en)  | Anna Paula Nico          | Hailton Arruda    | Heitor Cardoso    | Vilma Warner • Priscilla Khayat • Hendrick Karg • Natan Santiago • Camila Bomfim • André Villalba | 184 |                |                                             | |       |
| MasterChef Brasil 7 (en)  | Anna Paula Nico          | Hailton Arruda    | Heitor Cardoso    | Fernando Garcia • Simone Raucci • Mariana Volante • Diliagni Tellez • Caroline Merone • Renato Nogueira • Renan Bergamo | 184 |                |                                             | |       |
| MasterChef Brasil 7 (en)  | Anna Paula Nico          | Hailton Arruda    | Heitor Cardoso    | Ricardo Freitas • Pedro Gebert • Marcela Saravy • Kaio Chahad • Daiana Baltor • Ivana Tosi • Nayara Bonin | 184 |                |                                             | |       |
| MasterChef Brasil 7 (en)  | Anna Paula Nico          | Hailton Arruda    | Heitor Cardoso    | Tifanny Silva • Stephany Cristine • Wagner Nunes • Ricardo França • Gilson Tiago Costa • Josiane Lima | 184 |                |                                             | |       |
| MasterChef Brasil 7 (en)  | Anna Paula Nico          | Hailton Arruda    | Heitor Cardoso    | Selma Barbosa • Marco Tomei • Giovanna Krausz • Alex Porto • Patrícia Hopf • Marilaura Deboni • Marcelo Carvalheiro | 184 |                |                                             | |       |
| MasterChef Brasil 7 (en)  | Anna Paula Nico          | Hailton Arruda    | Heitor Cardoso    | Luciano Medeiros • Antonio Junior Videira • Vinícius Cicco • Marcelo Lopes • Flávia Souza • Bruna Paz • Daniela Pandolfo | 184 |                |                                             | |       |
| MasterChef Brasil 7 (en)  | Anna Paula Nico          | Hailton Arruda    | Heitor Cardoso    | Mauricio Romão • Cilene Chioatto • Li Bombom Cunha • Pablo Árias • João Vítor Marcon • Francielle Soares • Renan Nagao | 184 |                |                                             | |       |
| MasterChef Brasil 7 (en)  | Anna Paula Nico          | Hailton Arruda    | Heitor Cardoso    | Luiz Carlos • Thiago Monteiro • Lorayne Tinti • Edson Junior • Alessandra Maria • Ronaldo Marchel • Renata Martinez • Danielle Barbosa • Claudio Assis • Adriana Schmidt • Salvador Cordovil • Paulo Henrique Shibata • Lucas Cicolin • Danila Campanella • Rafaela Rissoli • Luiz Henrique • Karoline Burunsizian • Dayanna Ferreira • Marina Lacerda • Laura Barbosa • Fernanda Possi | 184 |                |                                             | |       |
| MasterChef Brasil 8 (en)  | Isabella Scherer         | Eduardo Prado     | Eduardo Prado     | Eduardo Prado | Bernardo Mattos • Gabriel Carlin • Ana Karina Teles • Juliana Nardelli • Antônio Carlos Soares • Cristina Edite • Juliana Arraes • André Serra • Renato Nogueira • Amanda Azeredo • Pedro Scapini • José Sergio da Silva • Márcio Cabral • Raquel Fonseca • Ana Paula Bettinelli • Luiz Horta • Helena Furtado • Heitor Cardoso • Tiago Souto • Daphne Sonnenschein • Kelyn Kuhn    | 23             |                                             | |       |
| MasterChef Brasil 9 (en)  | Lays Fernandes           | Fernanda Oliveira | Fernanda Oliveira | Fernanda Oliveira | Genesca Souza • Mitiko Hori • Larissa Soares • Adílio Gomes • Mário Santelli • Daniel Ferreira • Bruno Nogueira • Paraskevi Kotta • Edleide Araújo • Fernando Presto • Jason Souza • Melina Andrade • Renato Mendes • Rafael Barbosa | 16             |                                             | |       |
| MasterChef Brasil 10 (en) | Ana Carolina Porto       | Wilton Duarte     | Wilton Duarte     | Wilton Duarte | Neylano Vieira • Eduardo Riba • Diego Lima • Mariane Souza • Camila Barreto • Endrik Rafael • Ashanti Beal • Leonardo Giglio • Stephanie Etzel • Lucas Seiji • Gizele Divino • Dielen Ferreira • Emanuel Sávio • Jucyléia Machado • Danilo Costa • Luma Lage | 18             |                                             | |       |
| MasterChef Brasil 11 (en) | José Roberto Gomes       | Giorgia Paladini  | Giorgia Paladini  | Giorgia Paladini | Rafaela Carvalho • Riad Altinawi • José Jefferson Gomes • Thais Fernanda • Renata Britto • Thaissa Bechimura • Juan Cariuchi • Karine Porto • Alzileide Gomes • Lucas Casertani • Gabriela Cunha • Pietro Ferrari • João Vitor Klausem • Roberto Icizuca • Gabriela Paveloski • Larissa Porto • Vinícius de Oliveira • Pâmela Meirelles • Vitor Bittar • Laura Melo • Andréia Kaupe | 23             |                                             | |       |
| MasterChef Brasil 12 (en) |                          |                   |                   | | Salomar Arcanjo • Flávia Letícia • Ricard Bezerra • Lucas Kaum • André Alexandre • Vitória Ketyllin • Naiara Bogo • Felipe Miyasaka • Sofia Jungmann • Teresa Ts'ài • Taynan Fernandes • Fernanda Colombo • Guilherme Pennacchia • Leonela Borges | 18             |                                             | |       |

## Especiais de Fim de Ano

### MasterChef: O Desafio das Temporadas(2015)
Em 22 de dezembro de 2015, houve um especial de fim de ano do programa, chamado de MasterChef: O Desafio das Temporadas, com ex-participantes que estiveram nas duas primeiras temporadas, divididos em duas equipes por temporada.
As equipes prepararam um menu degustação natalino que foi avaliado pelos convidados famosos, pelo chef convidado e pelos jurados, sendo que cada avaliação valeu um ponto.
A equipe vencedora levou o prêmio de 30 mil reais para doar à instituição de caridade representada pela equipe. Enquanto, a equipe que ficou em segundo lugar recebeu o prêmio de 20 mil reais para outra instituição de caridade.
| Ano  | Vencedor | Vencedor | Vice-campeão | Vice-campeão                                                                                           | Apresentadora    | Jurados       | Jurados         | Jurados         |
| ---- | -------- | --- | ------------ | --- | ---------------- | ------------- | --------------- | --------------- |
| 2015 |          | Equipe Azul: Elisa Fernandes Helena Manosso Mohamad Hindi Neto Cecilia Padilha Martin Casilli Lucio Manosso |              | Equipe Vermelha: Izabel Alvares Raul Lemos Jiang Pu Fernando Kawasaki Lucas Furtado Murilo de Oliveira | Ana Paula Padrão | Érick Jacquin | Paola Carosella | Henrique Fogaça |

### MasterChef: Especial de Natal(2020)
Em 2020, houve um especial de fim de ano do programa, chamado de MasterChef: Especial de Natal, com celebridades, divididos em dois duelos, um individual e outro em duplas.
Em cada duelo, as celebridades convidadas prepararam um menu degustação natalino que foi avaliado pelos jurados.
Os vencedores levaram o prêmio de 10 mil reais, oferecidos pela Amazon, uma geladeira Brastemp Inverse 4 e uma cozinha nova equipada da Tramontina para doar às instituições de caridade representadas por eles. Enquanto, as celebridades que ficaram em segundo lugar receberam o prêmio de 5 mil reais para outras instituições de caridade.
| Ano  | Vencedor (es)               | Vencedor (es)           | Vice-campeão (ões) | Vice-campeão (ões) | Apresentadora    | Jurados       | Jurados         | Jurados         |
| ---- | --------------------------- | ----------------------- | ------------------ | ------------------ | ---------------- | ------------- | --------------- | --------------- |
| 2020 |                             | Zeca Camargo            |                    | Joel Datena        | Ana Paula Padrão | Érick Jacquin | Paola Carosella | Henrique Fogaça |
| 2020 | Marília Mendonça & Péricles | César Menotti & Maraisa |                    |                    | Ana Paula Padrão | Érick Jacquin | Paola Carosella | Henrique Fogaça |

### MasterChef: Especial de Fim de Ano(2021)
Em 2021, houve um especial de fim de ano do programa, chamado de MasterChef: Especial de Fim de Ano, com celebridades, divididos em duelos entre duplas.
Em cada duelo, as duplas prepararam um menu degustação de uma data festiva de fim de ano, sendo natal ou ano novo, que foi avaliado pelos jurados. Além disso, um grupo de influenciadores digitais convidados também participaram das dinâmicas e acompanharam as provas no mezanino.
As duplas vencedoras levaram o prêmio de 7,5 mil reais, oferecidos pela SumUp, 10 mil reais em compras no Amazon.com, um ano de serviços residenciais ou móveis pela Claro, uma geladeira Brastemp Inverse 4 e uma cozinha nova equipada da Britânia para doar às instituições de caridade representadas por eles. Enquanto, as duplas que ficaram em segundo lugar receberam um prêmio em dinheiro para outras instituições de caridade.
| Ano  | Vencedor (es)            | Vencedor (es)                         | Vice-campeão (ões) | Vice-campeão (ões)             | Apresentadora    | Jurados       | Jurados      | Jurados         |
| ---- | ------------------------ | ------------------------------------- | ------------------ | ------------------------------ | ---------------- | ------------- | ------------ | --------------- |
| 2021 |                          | Negra Li & Felipe Titto               |                    | Adriana Birolli & Toni Garrido | Ana Paula Padrão | Érick Jacquin | Helena Rizzo | Henrique Fogaça |
| 2021 | Bia Feres & Branca Feres | Rodrigo Minotauro & Rogério Minotouro |                    |                                | Ana Paula Padrão | Érick Jacquin | Helena Rizzo | Henrique Fogaça |
| 2021 | Cafu & Dudu Nobre        | Gustavo Mioto & Paula Fernandes       |                    |                                | Ana Paula Padrão | Érick Jacquin | Helena Rizzo | Henrique Fogaça |
| 2021 | Leo Von & Ronnie Von     | Duda Nagle & Leda Nagle               |                    |                                | Ana Paula Padrão | Érick Jacquin | Helena Rizzo | Henrique Fogaça |

## Audiência
- Os dados são providos pelo IBOPE e se referem ao público da Grande São Paulo.

| Temporada | Horário              | Episódios | Estreia               | Estreia   | Final                  | Final     | Média Geral (em pontos do IBOPE) |
| Temporada | Horário              | Episódios | Data                  | Audiência | Data                   | Audiência | Média Geral (em pontos do IBOPE) |
| --------- | -------------------- | --------- | --------------------- | --------- | ---------------------- | --------- | -------------------------------- |
| 1         | Terças-feiras, 22h30 | 16        | 2 de setembro de 2014 | 3.6       | 16 de dezembro de 2014 | 7.8       | 4.4                              |
| 2         | Terças-feiras, 22h30 | 18        | 19 de maio de 2015    | 5.1       | 15 de setembro de 2015 | 10.2      | 7.1                              |
| 3         | Terças-feiras, 22h30 | 25        | 15 de março de 2016   | 3.8       | 23 de agosto de 2016   | 7.8       | 6.0                              |
| 4         | Terças-feiras, 22h30 | 25        | 7 de março de 2017    | 5.0       | 22 de agosto de 2017   | 8.1       | 6.1                              |
| 5         | Terças-feiras, 22h30 | 22        | 6 de março de 2018    | 4.5       | 31 de julho de 2018    | 6.3       | 4.8                              |
| 6         | Domingos, 20h00      | 22        | 24 de março de 2019   | 4.1       | 25 de agosto de 2019   | 4.0       | 3.6                              |
| 7         | Terças-feiras, 22h45 | 25        | 14 de julho de 2020   | 4.4       | 29 de dezembro de 2020 | 2.2       | 2.0                              |
| 8         | Terças-feiras, 22h45 | 24        | 6 de julho de 2021    | 2.5       | 14 de dezembro de 2021 | 2.7       | 2.3                              |
| 9         | Terças-feiras, 22h45 | 17        | 17 de maio de 2022    | 2.6       | 6 de setembro de 2022  | 2.9       | 2.7                              |
| 10        | Terças-feiras, 22h45 | 20        | 2 de maio de 2023     | 1.7       | 12 de setembro de 2023 | 2.4       | 2.1                              |
| 11        | Terças-feiras, 22h30 | 25        | 28 de maio de 2024    | 2.3       | 12 de novembro de 2024 | 2.1       | 1.8                              |
| 12        | Terças-feiras, 22h30 | 15        | 27 de maio de 2025    | 1.0       | 2 de setembro de 2025  |           |                                  |

- Em 2014, cada ponto equivale a 65 mil domicílios na Grande São Paulo.
- Em 2015, cada ponto equivale a 67.1 mil domicílios ou 198.1 mil pessoas na Grande São Paulo.
- Em 2016, cada ponto equivale a 69.4 mil domicílios ou 197.8 mil pessoas na Grande São Paulo.
- Em 2017, cada ponto equivale a 70.5 mil domicílios ou 199.3 mil pessoas na Grande São Paulo.
- Em 2018, cada ponto equivale a 71.8 mil domicílios ou 201.1 mil pessoas na Grande São Paulo.
- Em 2019, cada ponto equivale a 73.0 mil domicílios ou 200.7 mil pessoas na Grande São Paulo.
- Em 2020, cada ponto equivale a 74.9 mil domicílios ou 203.3 mil pessoas na Grande São Paulo.
- Em 2021, cada ponto equivale a 76.5 mil domicílios ou 205.3 mil pessoas na Grande São Paulo.
- Em 2022, cada ponto equivale a 74.6 mil domicílios ou 205.7 mil pessoas na Grande São Paulo.
- Em 2023, cada ponto equivale a 76.9 mil domicílios ou 206.6 mil pessoas na Grande São Paulo.
- Em 2024, cada ponto equivale a 73.2 mil domicílios ou 191.4 mil pessoas na Grande São Paulo.

## Crítica e repercussão
A estreia rendeu 3,6 pontos e a quarta colocação a Band. No mesmo horário, a TV Globo marcou 13,2 pontos, seguida pela RecordTV e SBT com 6,4 pontos cada.
Para Mauricio Stycer, "Ana Paula Padrão é coadjuvante do divertido trio de jurados do MasterChef". Para Fernando Oliveira, o programa tem potencial, "À vontade fora da bancada, Ana Paula Padrão mostrou que pode, sim, seguir uma boa carreira no entretenimento. Deve apenas suavizar  a apresentação em momentos específicos. O grande destaque, sem dúvida, foi o time de jurados. Com sotaques carregados, parecem entender bem sua função do programa: fazem mistério, mexem com os nervos dos participantes e são malvados na medida certa. Apesar de longa, a estreia divertiu. Parece uma boa opção para as noites de terça."
Uma das juradas do programa, a chef argentina Paola Carosella, disse que boicota a TV há 14 anos, nem tendo o aparelho em casa. Por causa disso, chegou a recusar convites da emissora para participar da atração, "Há 14 anos não tenho TV. Então nunca assisti ao MasterChef. Provavelmente, vou ter que comprar uma ou vou ver no YouTube quando sair, não sei. Eles me convidaram no ano passado, eu fiz um teste. Falei que não várias vezes, porque sou tímida, não sou de TV, não assisto, achei que não ia me dar bem no formato".
A final rendeu à Band uma média de 7,3 pontos - a maior da temporada - e pico de 10 pontos e 13,9% de participação (número de televisores ligados), chegando a liderar na audiência por meia hora no dado prévio e que garantiu a vice-liderança no consolidado, com 7,8 pontos, atrás da Globo. No geral, o programa foi bastante elogiado por críticos.
Devido à grande repercussão, a Band começou a exibir em outubro de 2015 a versão infantil, MasterChef Júnior, sucesso em vários países. Os jurados Paola Carosella, Henrique Fogaça e Érick Jacquin permanecem, assim como a apresentação de Ana Paula Padrão. Após o sucesso da terceira temporada, a emissora começou a exibir, em outubro de 2016, uma nova versão do reality culinário, o MasterChef Profissionais, com cozinheiros que possuem experiência em restaurantes profissionais, e contando com os mesmos jurados e apresentadora.

## Prêmios e indicações
| Ano  | Prêmio                       | Categoria                                  | Trabalho          | Resultado | Ref.   |
| ---- | ---------------------------- | ------------------------------------------ | ----------------- | --------- | ------ |
| 2014 | Retrospectiva UOL            | Melhor Reality Show                        | MasterChef Brasil | Indicado  | [ 58 ] |
| 2014 | Retrospectiva UOL            | Melhor Apresentadora                       | Ana Paula Padrão  | Indicado  | [ 58 ] |
| 2014 | Prêmio F5                    | Programa do Ano                            | MasterChef Brasil | Venceu    | [ 59 ] |
| 2014 | Prêmio F5                    | Apresentadora do Ano                       | Ana Paula Padrão  | Indicado  | [ 59 ] |
| 2014 | Melhores do Ano NaTelinha    | Melhor Reality Show                        | MasterChef Brasil | Venceu    | [ 60 ] |
| 2015 | Prêmio Extra de Televisão    | Melhor Programa                            | MasterChef Brasil | Indicado  | [ 61 ] |
| 2015 | Troféu APCA                  | Melhor Programa                            | MasterChef Brasil | Venceu    | [ 62 ] |
| 2015 | Retrospectiva UOL            | Melhor Reality Show                        | MasterChef Brasil | Indicado  | [ 63 ] |
| 2015 | Prêmio F5                    | Melhor Reality Show                        | MasterChef Brasil | Indicado  | [ 64 ] |
| 2015 | Melhores do Ano NaTelinha    | Melhor Reality Show                        | MasterChef Brasil | Venceu    | [ 65 ] |
| 2016 | Troféu Internet              | Melhor Reality Show                        | MasterChef Brasil | Indicado  |        |
| 2016 | Prêmio TVPédia Brasil        | Melhor Reality Show ou Talent Show         | MasterChef Brasil | Venceu    |        |
| 2016 | Prêmio TVPédia Brasil        | Melhor Apresentador de Prog. sem Auditório | Ana Paula Padrão  | Venceu    |        |
| 2017 | Meus Prêmios Nick 2017       | Programa de TV Favorito                    | MasterChef Brasil | Indicado  |        |
| 2017 | Prêmio TVPédia Brasil        | Melhor Reality Show ou Talent Show         | MasterChef Brasil | Indicado  |        |
| 2017 | Prêmio TVPédia Brasil        | Melhor Apresentador de Prog. sem Auditório | Ana Paula Padrão  | Indicado  |        |
| 2018 | MTV Millennial Awards Brasil | Melhor Reality                             | MasterChef Brasil | Indicado  | [ 66 ] |
| 2018 | Prêmio Contigoǃ Online 2018  | Melhor Reality Show                        | MasterChef Brasil | Indicado  | [ 67 ] |
| 2018 | Meus Prêmios Nick 2018       | Programa de TV Favorito                    | MasterChef Brasil | Indicado  | [ 68 ] |
| 2019 | Meus Prêmios Nick 2019       | Programa de TV Favorito                    | MasterChef Brasil | Indicado  |        |
| 2019 | Prêmio F5                    | Melhor Reality                             | MasterChef Brasil | Venceu    | [ 69 ] |
| 2020 | Splash Awards                | Melhor Apresentador de Reality Show        | Ana Paula Padrão  | Indicado  | [ 70 ] |
| 2020 | Prêmio Contigo! Online 2020  | Melhor Reality Show                        | MasterChef Brasil | Indicado  | [ 71 ] |

## Controvérsia
A participante Ammie Graves, que foi eliminada do programa em sua primeira edição, acusou a Band de fazer uma edição "sensacionalista" de sua participação e chamou de "motivo de vergonha". Ela tentou impedir a veiculação de sua imagem e diz que estuda entrar com ação judicial contra a Band, "Fui vítima de um reality show sensacionalista", desabafou. Antes da estreia, a participante desabafou em seu perfil no Facebook. Relatou que a cozinha da Band apresentou problemas elétricos e hidráulicos, "Quando comecei, coloquei a taioba para ferver contando os 45 minutos. De repente, tudo parou de funcionar, toda a elétrica e hidráulica do estúdio. O resultado foi uma pausa pedida pela produção, que [...] disse que sem problemas, pois dez minutos não estragariam o meu prato. Demoraram 50 minutos para arrumar tudo, meu peixe ressecou (obviamente), minha taioba acidificou na água e não ficou como deveria, foi dito pra mim que não haveria problemas pois teriam avisado o ocorrido para os 'chefs' e me dariam um desconto pelo ocorrido". Em resposta, a produção do programa disse que o defeito na cozinha de fato aconteceu, porém durou dez minutos, e não 50, como Ammie Graves relatou. Foi oferecido à participante retornar no dia seguinte, mas ela recusou a proposta alegando estar "tudo bem". Ammie Graves diz ter entrado com uma ação extrajudicial contra a Eyeworks, impedindo que sua imagem fosse ao ar. Como a Band exibiu a eliminação mesmo assim, a participante avalia entrar na justiça e processar as empresas. A Band e a Eyeworks não comentam o caso.
Anteriormente Ammie Graves já tinha participado de outro reality show da Band, o Busão do Brasil em 2010, sendo a segunda eliminada da competição.

## MasterChef: Para Tudo
MasterChef: Para Tudo foi um talk show exibido pela Rede Bandeirantes, com entrevistas aos jurados e aos ex-participantes, além de receitas e memes relacionados ao talent show MasterChef. A primeira temporada estreou em 26 de março de 2019. O programa foi apresentado pela jornalista Ana Paula Padrão.
A primeira temporada estreou em 26 de março de 2019 e terminou no dia 1 de setembro do mesmo ano.

### Produção
O nome do programa fez referência a expressão recorrente "para tudo!" dita aos competidores pela apresentadora Ana Paula Padrão nas versões de competição da franquia.
O formato desta versão, não consistiu em um jogo entre cozinheiros, mas sim em entrevistas, reportagens, receitas, melhores momentos e conteúdos virais sobre a franquia MasterChef
Todo material utilizado no programa era exclusivo, incluindo entrevistas com os eliminados, familiares e convidados sobre os desenrolares da competição. O programa também trouxe a participação do público nas redes sociais, interagindo com a apresentadora.